# Station Jaworowo
Station Jaworowo is een spoorwegstation in de Poolse plaats Jaworowo.